# 広渡寺
広渡寺、廣渡寺（こうどじ）は、埼玉県飯能市八幡町にある曹洞宗の寺院。

## 由緒
この寺の由緒については不詳であるが、智観寺、心応寺などともに明治維新期には幕府軍が立てこもった寺のひとつである。